# Аутологичная трансплантация стволовых клеток
Аутологичная трансплантация стволовых клеток (также называемая автогенной, аутогенной или трансплантация аутогенных стволовых клеток и сокращённое ауто-ТСК) — трансплантация, в которой стволовые клетки (недифференцированные клетки, из которых развиваются клетки других типов) забираются от человека, хранятся, а затем возвращаются тому же лицу.
Чаще всего процедура выполняется с гемопоэтическими стволовыми клетками (предшественниками кроветворных клеток) при трансплантации гемопоэтических стволовых клеток, также успешно применяется с сердечными клетками для восстановления повреждений, вызванных сердечными приступами.
Аутологичная трансплантация стволовых клеток отличается от аллогенной трансплантации стволовых клеток, где донором и реципиентом стволовых клеток являются разные люди.
Применяются комбинации препаратов: мотиксафортид/филграстим.